# Aldehuela de Yeltes (kommunhuvudort)
Aldehuela de Yeltes är en kommunhuvudort i Spanien.   Den ligger i provinsen Provincia de Salamanca och regionen Kastilien och Leon, i den centrala delen av landet, 220 km väster om huvudstaden Madrid. Aldehuela de Yeltes ligger 836 meter över havet och antalet invånare är 243.
Terrängen runt Aldehuela de Yeltes är lite kuperad. Runt Aldehuela de Yeltes är det glesbefolkat, med 14 invånare per kvadratkilometer. Närmaste större samhälle är Tamames, 11,6 km öster om Aldehuela de Yeltes. Trakten runt Aldehuela de Yeltes består i huvudsak av gräsmarker.